# Jan Rieuwertsz
Jan Rieuwertsz (Ámsterdam, c. 1616–Ámsterdam, 1687) fue un editor, encuadernador, impresor y librero neerlandés, que desarrolló su actividad en Ámsterdam entre 1640 y 1686.

## Biografía
Jan Rieuwertsz nació en 1616 o 1617, hijo de Rieuwert Jansz y Hilleti Pieters. El 25 de octubre de 1640 fue admitido en el gremio de libreros y se instaló en el barrio Dirk van Hasseltsteeg de Ámsterdam, en la casa llamada het Martelaarsboek, donde era vecino del conocido encuadernador Albert Magnus. Rieuwertsz también fue encuadernador, pero ganó mayor notoriedad como editor. A lo largo de su vida publicó más de 230 títulos, a menudo no impresos directamente por él. Solía dedicarse a la impresión de patentes y pequeños folletos. Su casa era punto de peregrinación para menonitas y colegiantes, quienes fueron los autores de la mayor parte del material publicado por Rieuwertsz. Hacia 1655 los colegiantes comenzaron a reunirse en su taller. El propio Rieuwertsz era miembro de dicho grupo.
Perteneció asimismo al círculo íntimo de amigos de Baruch Spinoza, del que también formaban parte: el comerciante y filósofo Pieter Balling, que tradujo la obra de Spinoza al holandés; Jarig Jelles, comerciante del Herengracht, a quien Spinoza conocía desde 1654; Adriaan Koerbagh y Johannes Koerbagh; el comerciante Simon Joosten de Vries, amigo de Spinoza, quien le proporcionaba unos ingresos anuales; el físico y profesor Burchard de Volder, corresponsal filosófico de Leibniz; el diplomático Coenraad van Beuningen. Todos ellos comentaban entre sí la doctrina y obras de Spinoza.
Además, Rieuwertsz colaboró estrechamente con Jan Hendrik Glazemaker, un traductor de textos filosóficos al holandés. El 1 de enero de 1675 fue nombrado impresor de la ciudad de Ámsterdam en lugar de Johannes van Ravestyn.

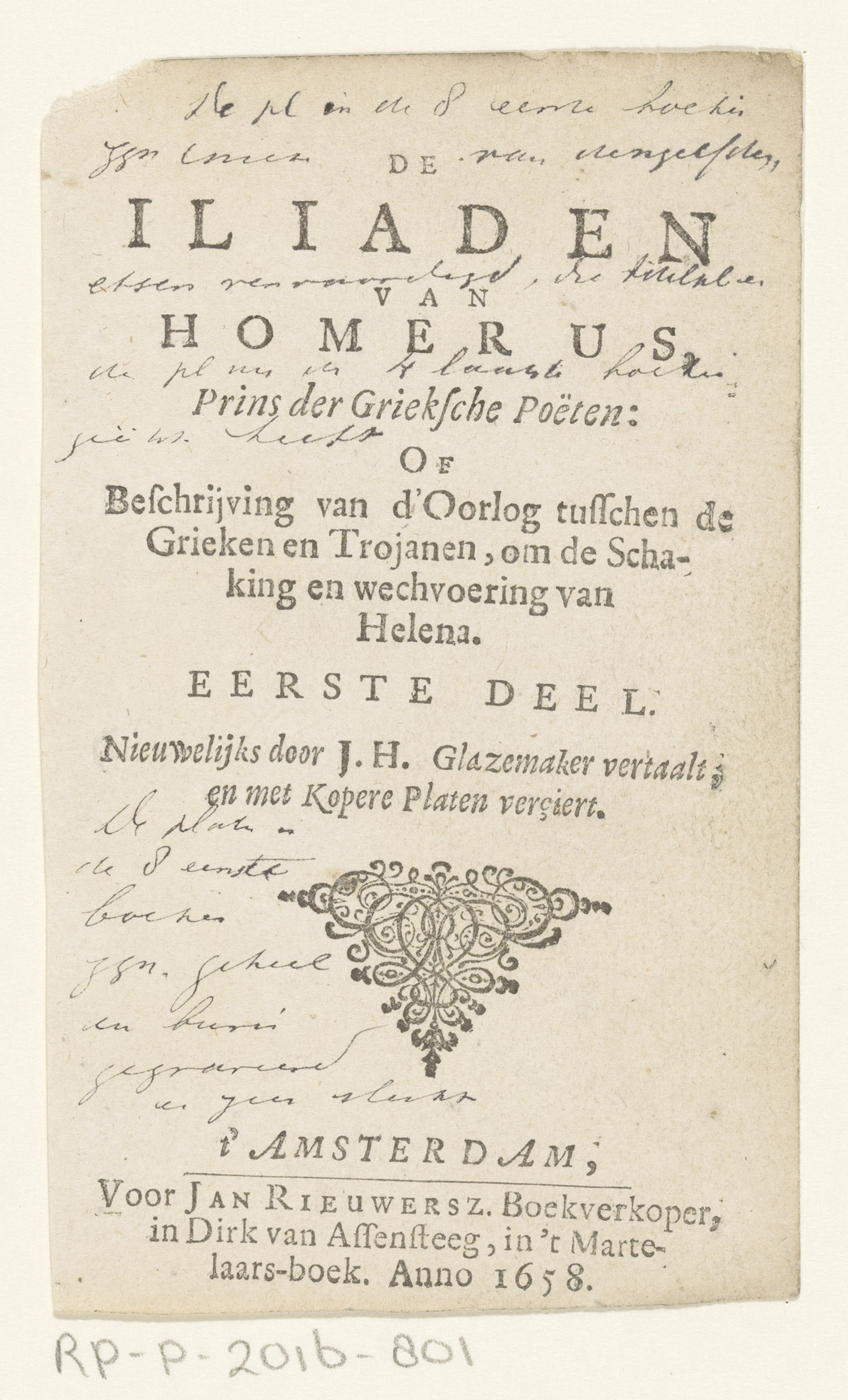
Portada de una edición en holandés de la Ilíada de Homero (Ámsterdam, 1658)

## Obra publicada
Las obras publicadas por Rieuwertsz fueron escritas principalmente en holandés, con excepción de algunas que se publicaron en francés y latín. Rieuwertsz publicó, entre otros, los siguientes títulos:
- Anthony Jansen (1656), Zederymen.
- René Descartes (1657), Principia philosophiæ: of beginselen der wysbegeerte.
- J.A. Glazemaker (1658), Iliaden van Homerus, Amsterdam.
- Galenus Abrahamsz (1659), Nader verklaringe van den XIX artikelen.
- Camphuysen (1661), Theologische werken.[8]
- Pieter Balling (1684), Het licht op den Kandelaar.
- Gerard Brandt (1665), Stichtelijke gedichten, vervaetende verscheide gebeden, plichten en opwekkingen ter godtsaeligheit.
- Tileman van Bracht (1669), Schoole der deugde.[9]
- Anónimo [Spinoza] (1669/70), Tractatus theologico-politicus.[10]
- Verduyn (1673), Oprecht historisch verhael, van 't geen voorgevallen is in Bodegraven en Swammerdam, door 't invallen en doorbreken der Fransen.
- Cl. Schaep (1671), Bloem-tuyntje.[11]
- Abrhaham de Graaf (1672), De beginselen van de algebra of stelkonst.[12]
- Spinoza (1677), De nagelaten schriften/Opera Posthuma.[13]
- Ant. Bourignon (1683), Het Leven van Juffr. Antoinette Bourignon. Ten deelen by haar self, en ten deele by ymant anders van haar kennis, beschreven in de Tractaten.